# Seeis

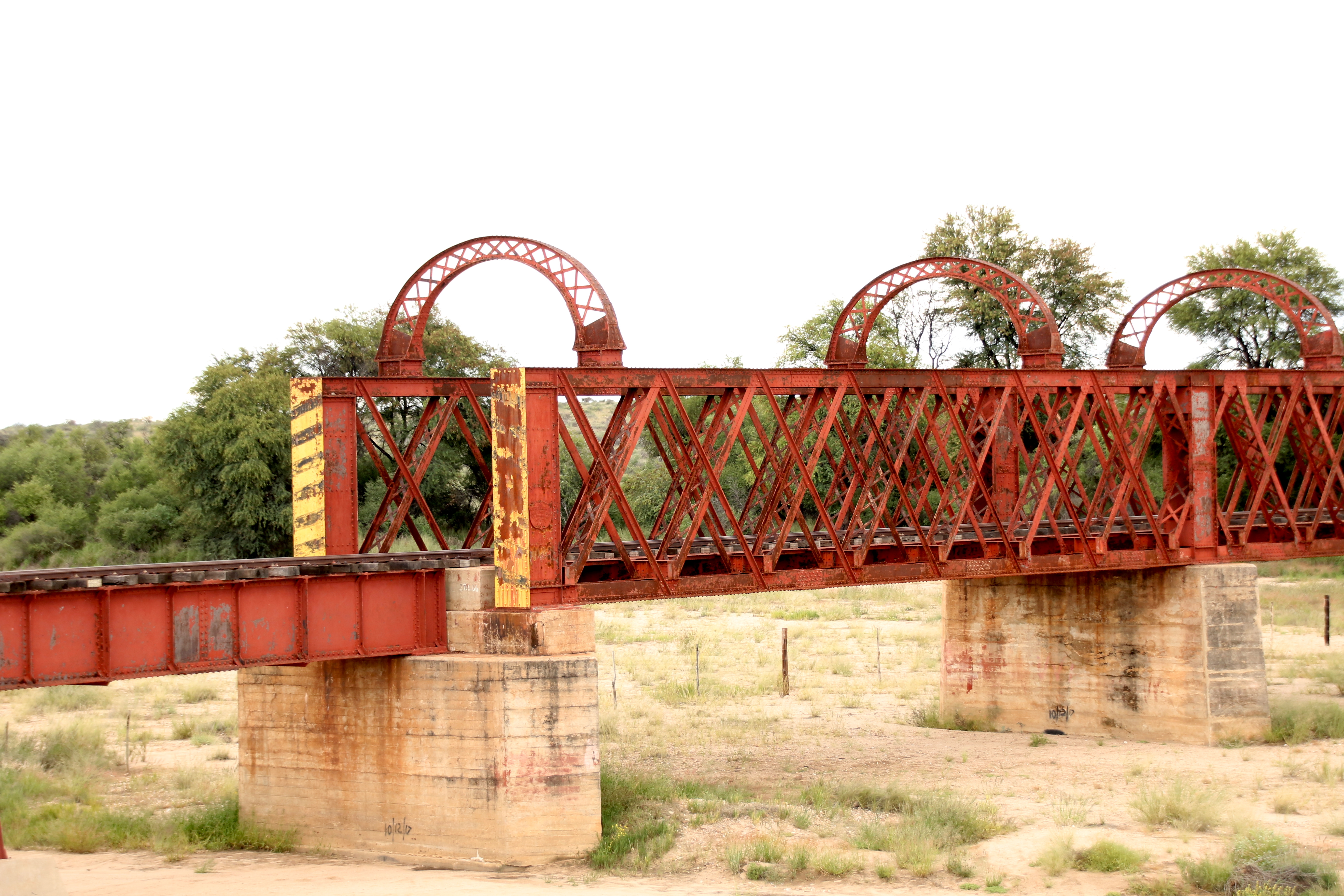
1901 erbaute Eisenbahnbrücke in Seeis (2018)

Seeis ist eine Ansiedlung in der Region Khomas in Zentral-Namibia. Sie gehört zum Wahlkreis Windhoek-Land und ist nach dem gleichnamigen Seeis-Rivier benannt.

## Lage
Der Ort, etwa 55 Kilometer östlich von Windhoek, liegt an der Kreuzung der Nationalstraße B6, der Bahnstrecke Windhoek–Gobabis und dem Seeis-Fluss. Nicht weit entfernt befindet sich auch der internationale Flughafen Hosea Kutako International Airport.

## Geschichte
Seeis wurde in den 1880er Jahren gegründet. Manasse !Noreseb, der Kaptein der Kaiǁkhaun, siedelte sich im April 1889 mit seinem Clan hier nach seiner Flucht vor den Truppen von Hendrik Witbooi an. Zu dieser Zeit stand Seeis unter der Kontrolle von Maharero, dem Chief der Herero.

1897 wurde das kaiserliche Postamt erbaut. 1904 war der Ort Schauplatz der Kämpfe zwischen den kaiserlichen Schutztruppen gegen die Herero unter deren Führer Samuel Maharero und verbündeten Nama. Am 22. Januar 1904 eroberten deutsche Truppen unter dem Befehl des Leutnants von Niewitecki neben den belagerten Militärstationen Hohewarte und Hatsamas auch die Station Seeis. Allerdings wurde die Truppe bereits am 15. Februar in der Schlacht von Seeis geschlagen. Aus dieser Zeit ist eine Kriegsgräberstätte erhalten.
Der im Jahr 1936 veröffentlichte, weit verbreitete Abenteuerroman Die Farmer vom Seeis-Rivier von Bernhard Voigt erzählt, wie die dortigen Farmer sich eine Existenz aufbauten. Es handelt sich um den abschließenden Band der Trilogie Der Südafrikanische Lederstrumpf, die der Literaturwissenschaftler Thomas Keil als „zweifellos das monumentalste Werk der Südwester Belletristik“ bezeichnet hat; dem Autor bescheinigt Keil „überwiegend kolonialrevisionistisches Gedankengut“, das er aber zugleich gegen die völkische, NS-affine Strömung des Volk ohne Raum (Hans Grimm) abgrenzt. Das Buch vermittelt laut der Historikerin Birthe Kundrus ein Bild Namibias als „soziale und mentale Heilkur und Horizonterweiterung“, wie es auch viele weitere Kolonialinteressierte verstanden. Nach dem Zweiten Weltkrieg wurde der Roman 1946 in der Sowjetischen Besatzungszone in der Liste der auszusondernden Literatur geführt.
Heute ist der Name Seeis vor allem durch das Gestüt bekannt, welches Warmblüter züchtet.

## Galerie

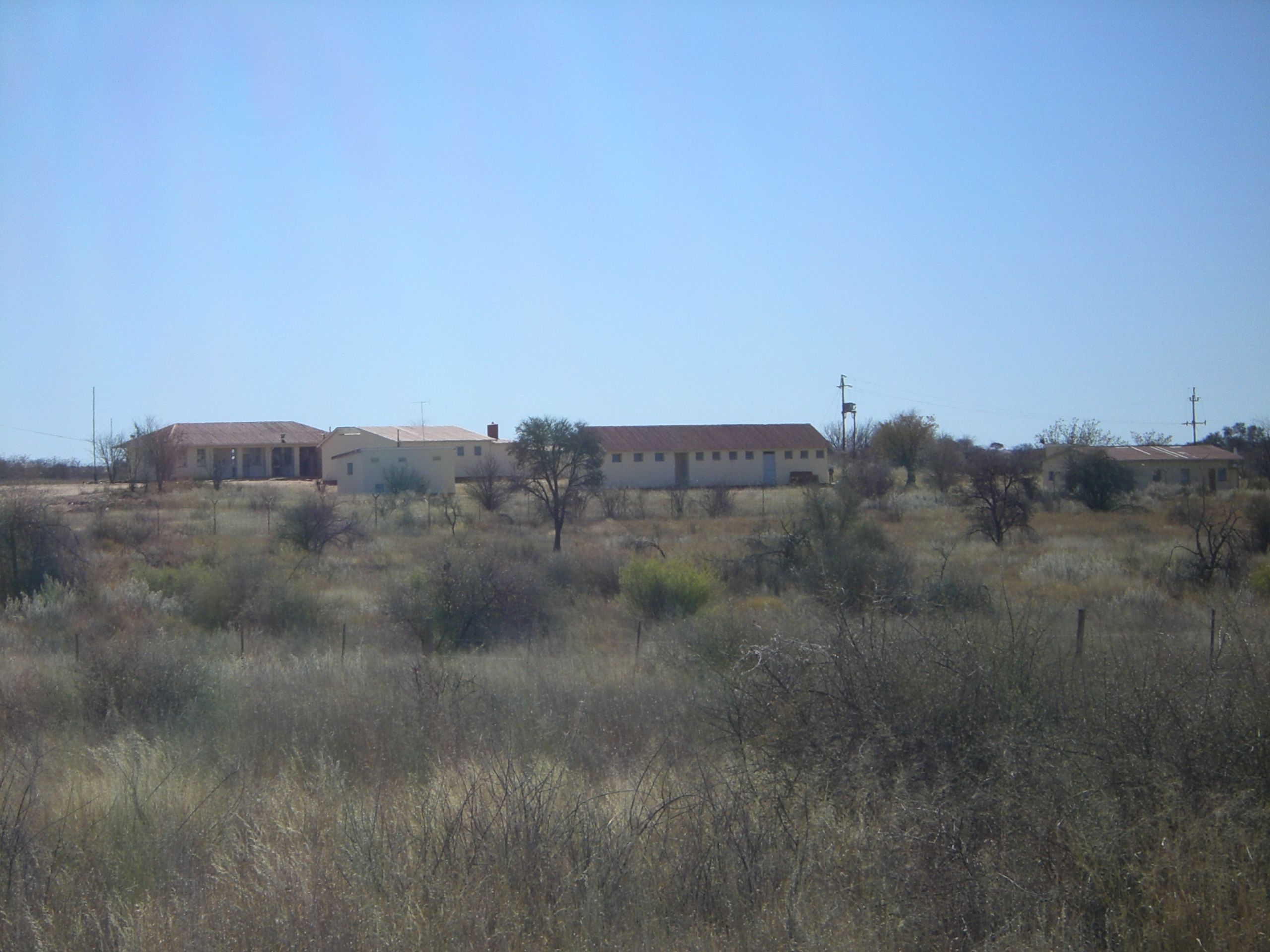
Schule (2010)
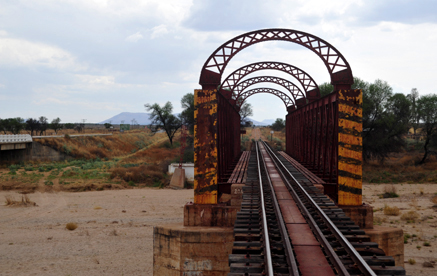
1901 von Briten erbaute Brücke über den Seeis (2012)
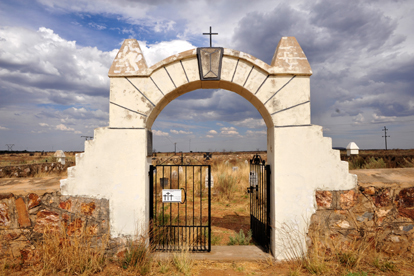
Kriegsgräberstätte der Deutschen Schutztruppe in Seeis (2012)
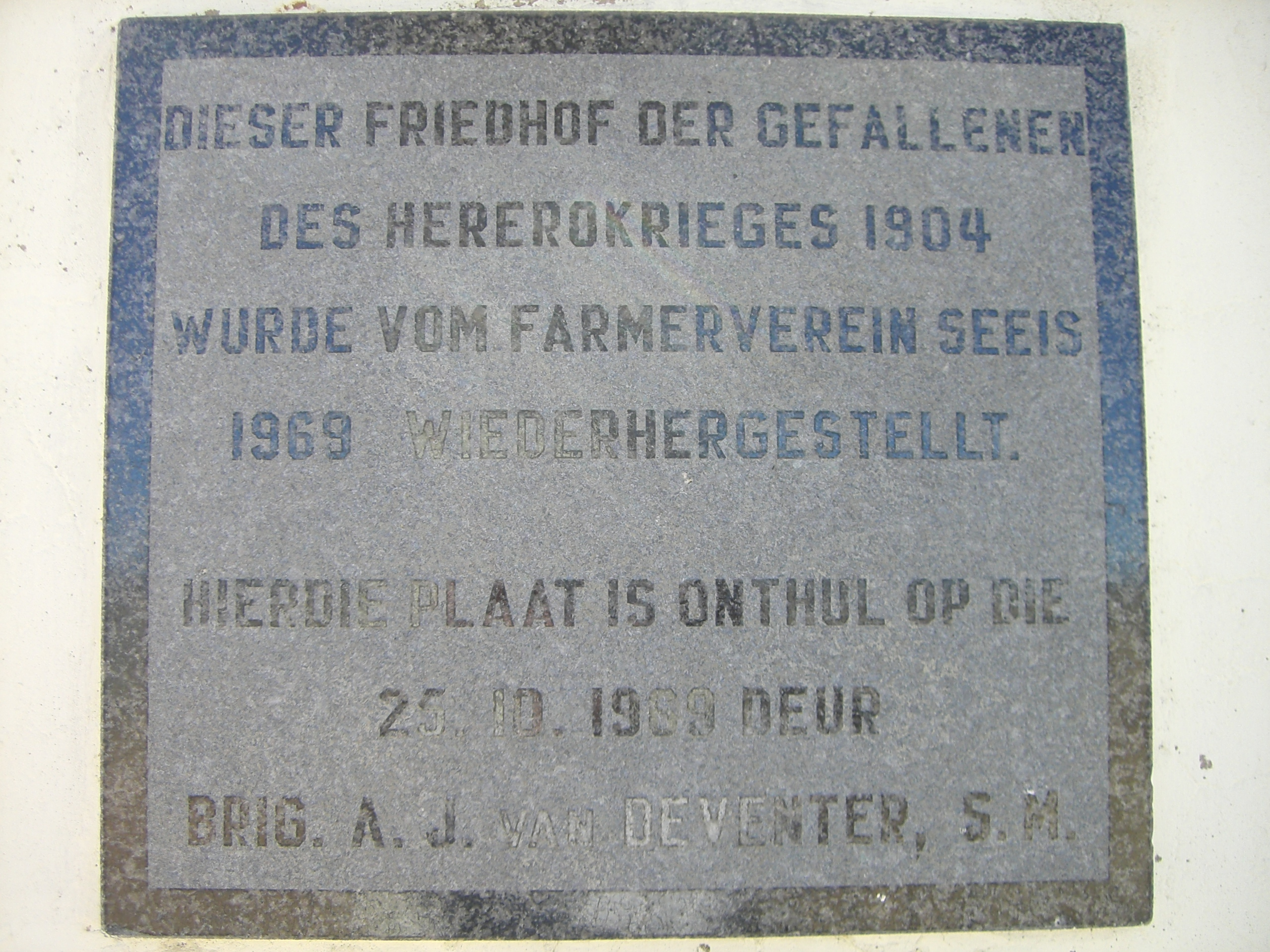
Informationstafel an der Kriegsgräberstätte in Seeis (2010)
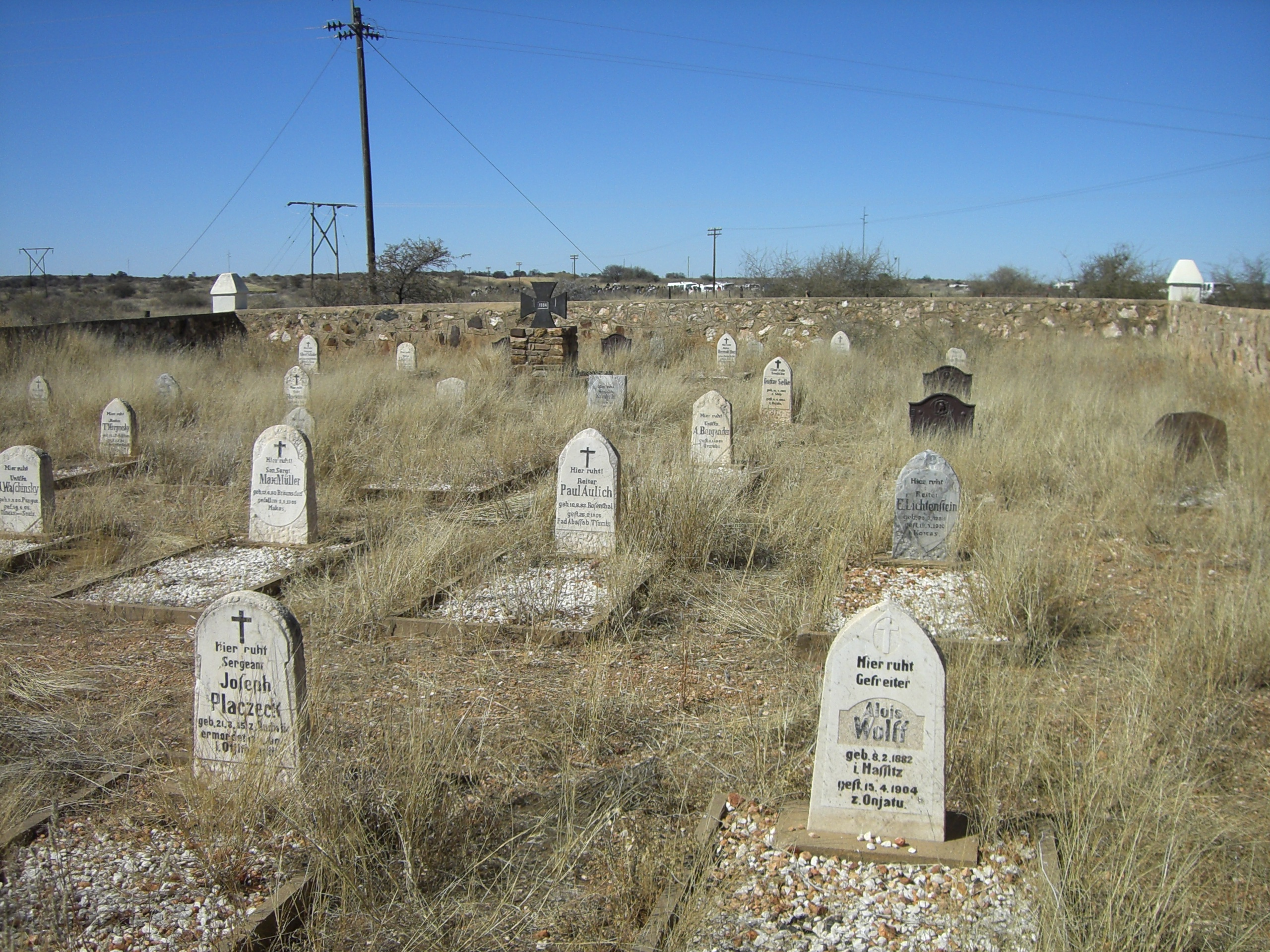
Kriegsgräber der Deutschen Schutztruppe in Seeis (2010)